# Pomarea mendozae
Pomarea mendozae е вид птица от семейство Monarchidae. Видът е застрашен от изчезване.

## Разпространение
Видът е разпространен във Френска Полинезия.